# Rezolucja Rady Bezpieczeństwa ONZ nr 2618
Rezolucja Rady Bezpieczeństwa ONZ nr 2618 została przyjęta jednomyślnie 27 stycznia 2022 r.
Rada przedłużyła w niej mandat Sił Pokojowych ONZ na Cyprze na kolejne miesiące, do dnia 31 lipca 2022 r.